# Trinioboctachlorid
Trinioboctachlorid ist eine anorganische Verbindung des Niobs und des Chlors.

## Herstellung
Trinioboctachlorid  kann durch Reaktion von Niob(V)-chlorid mit elementarem Niob bei 700 °C gewonnen werden.

## Eigenschaften
Trinioboctachlorid kristallisiert im trigonalen Kristallsystem in der Raumgruppe P3m1 (Raumgruppen-Nr. 164) mit den Gitterparametern a = b = 6,7295 Å und c = 12,232 Å sowie 2 Formeleinheiten pro Elementarzelle. Die Kristalle von Trinioboctachlorid sind dunkelgrün gefärbt. Die Struktur enthält ein Kagomé-Gitter mit Nb3-Trimeren mit kurzen Nb-Nb-Abständen und jeweils einem ungepaarten Elektron, was für die besonderen magnetischen Eigenschaften der Verbindung verantwortlich ist. Kristallines Trinioboctachlorid weist bei 100 K (etwa −173 °C) einen magnetischen Phasenübergang auf, darunter ist es nichtmagnetisch, darüber folgt der Magnetismus dem Curie-Weiß-Gesetz. Die Verbindung ist ein Mott-Isolator.